# Унсальська космічна обсерваторія
Унсальська космічна обсерваторія (англ. Onsala Space Observatory) — шведський національний радіоастрономічний центр, який керує двома радіотелескопами та бере участь у кількох міжнародних проєктах. Обсерваторія розташована в Унсалі, за 45 км на південь від Гетеборга. Заснована в 1949 році професором Улофом Рідбеком. Обсерваторія підпорядковується відділу наук про Землю та космос Технічного університету Чалмерса та діє від імені Шведської дослідницької ради.

## Обладнання
В обсерваторії розташовані 20- та 25-метрові телескопи, які працюють самостійно або спільно з телескопами інших обсерваторій у складі радіоінтерферометрів із наддовгою базою. Також тут розташована шведська станція міжнародного радіотелескопа LOFAR. Крім того, в обсерваторії перебуває «вузол ALMA», який надає підтримку астрономам у використанні чилійського телескопа ALMA.

### 25-метровий телескоп
Телескоп дециметрових хвиль діаметром 25,6 м із полярним монтуванням побудований в 1963 році, оснащений приймачами для частот до 7 ГГц. Він використовується спільно з телескопами інших країн для радіоінтерферометрії з наддовгою базою. Також працює самостійно для дослідження молекулярних хмар у Галактиці.

### 20-метровий телескоп
Телескоп міліметрових хвиль діаметром 20 метрів  побудований в 1975-76 роках і модернізований в 1992 році. Він перебуває в радіокуполі діаметром 30 м і оснащений приймачами для частот до 116 ГГц.
Застосовується для спостережень випромінювання міліметрових хвиль від молекул комет, навколозоряних оболонок і міжзоряного середовища. 
Також застосовується в складі європейської та всесвітньої мереж радіоінтерферометрії з наддовгою базою для спостереження ділянок зореутворення, радіозір, активних ядер галактик, а також для геодезичних спостережень для вивчення динаміки земної кори та руху полюсів.
|                                   |
| Радіокупол 20-метрового телескопа |

|                                       |
| 20-метровий телескоп всередині купола |

### Станція LOFAR

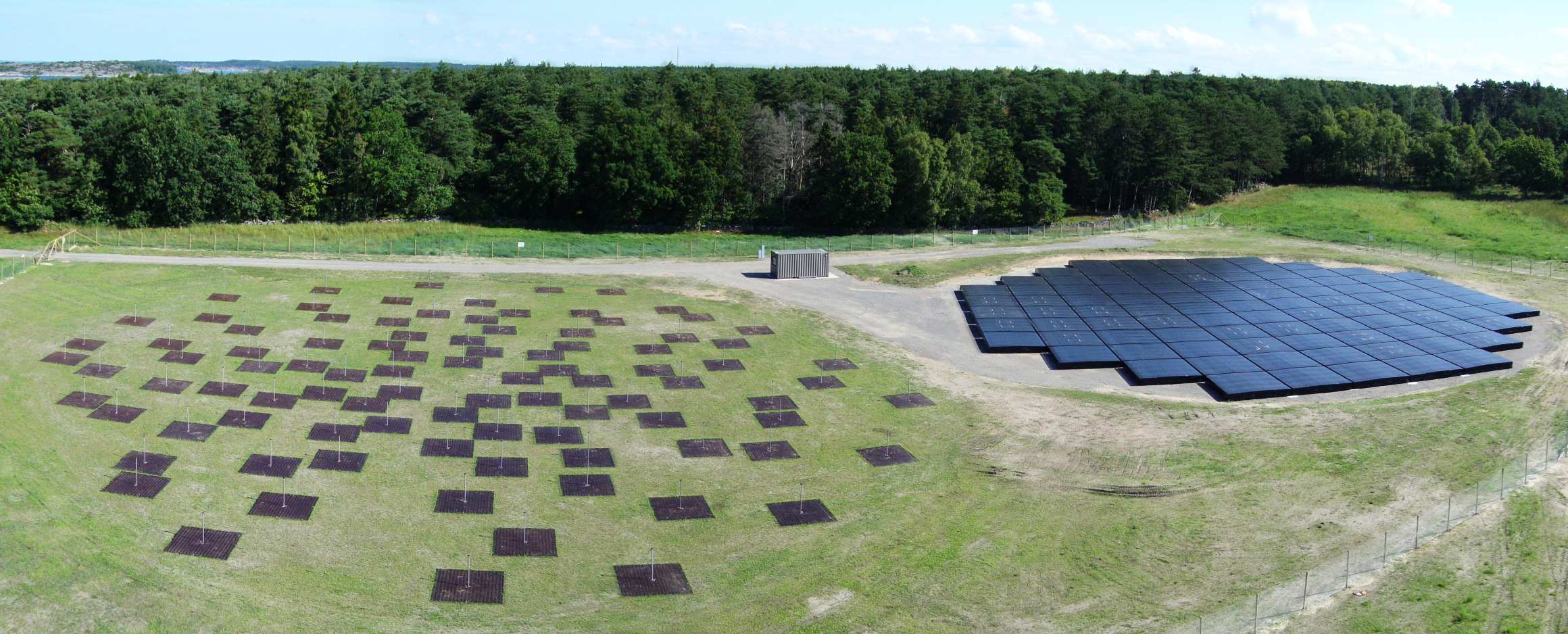
Станція LOFAR в Унсальській космічній обсерваторії

В обсерваторії розташована шведська станція міжнародного радіотелескопа LOFAR. Її будівництво завершили в 2011 році.